# Química industrial
La química industrial és la branca de la química que tracta la transformació de matèries primeres en productes industrials, l'anàlisi i l'elaboració de productes tant orgànics com inorgànics, i el control de qualitat dels processos esmentats.
La titulació universitària capacita per a l'exercici d'activitats professionals com:
1. Disseny i explotació dels processos de fabricació.
2. Realització de tasques d'avaluació tecnicoeconòmica de recursos.
3. Realització de plans de seguretat i higiene industrial i prevenció de riscos laborals.

Els principals camps d'estudi són:
- Electricitat i mecànica.
- Dibuix tècnic.
- Química analítica, orgànica i industrial.

Enllaços externs:
- Col. Oficial de Químics de Catalunya